# Гидрографические характеристики
Гидрографические характеристики — совокупность морфометрических и морфологических характеристик водных объектов и их водосборов, дающих достаточно полное представление о характере, форме, размерах, протяженности водных объектов и некоторых физико-географических особенностях их водосборов.

## Морфометрические и морфологические характеристики
К морфометрическим характеристикам относятся количественные показатели водных объектов и их водосборов.
Морфометрические характеристики могут быть разделены на следующие группы:
- морфометрические характеристики водотоков: длина, средний уклон, координаты продольного профиля, извилистость, координаты поперечного профиля;
- морфометрические характеристики водоемов: площадь водоема, площадь водосбора, уровень воды, нормальный подпорный уровень водохранилища, средняя глубина, макс. глубина, объём озера, объём водохранилища (полный и полезный), длина, максимальная ширина и координаты батиграфических кривых (площадей и объёмов) водоема;
- морфометрические характеристики водосборов, из них основные — площадь, средняя высота, средний уклон склонов, густота речной сети, площадь замкнутых впадин, координаты гипсографической кривой, коэффициент канализованности речной сети.

Морфологические характеристики водосборов — качественно-количественные показатели, характеризующие особенности строения водосбора. К ним относятся озерность, средняя взвешенная озерность, количество и суммарная площадь естественных сточных и бессточных водоемов, заболоченность, распаханность, лесистость, оледененность, урбанизированность, закарстованность, характер почво-грунтов, мерзлотность

## Определение гидрографических характеристик
Абсолютное большинство гидрографических характеристик (кроме координат поперечного профиля водотока, закарстованности и почво-грунто водосбора) определяются по топографическим картам крупного масштаба (1:10000 — 1:100000) путём проведения специальных картометрических работ. Точность получаемой с карты гидрографической информации зависит в первую очередь от масштаба, в котором составлена карта. Чем крупнее масштаб используемой карты, тем выше точность определяемых по ней гидрографических характеристик. Известно, что с переходом к картам более мелкого масштаба изменяются как качественные, так и количественные показатели гидрографических характеристик в результате отбора и обобщения изображаемых объектов. Однако использование крупномасштабных карт, обеспечивая высокую точность определяемых гидрографических характеристик, резко увеличивает объём картометрических работ. Для предварительного выбора рабочего масштаба пользуются следующей таблицей (F — площадь водосбора) :
| Характер местности                                           | F<10 км² | 10<F<50 кв.км | 50<F<200 кв.км | F>200 км² |
| ------------------------------------------------------------ | -------- | ------------- | -------------- | --------- |
| Равнинные, пустынные и заболоченные слаборасчлененные районы | 1:10000  | 1:25000       | 1:50000        | 1:100000  |
| Горные и холмистые сильнорасчлененные районы                 | 1:25000  | 1:50000       | 1:100000       | 1:100000  |

При наличии для картометрических работ привлекаются материалы более крупномасштабных и более современных чем используемые карты спутниковой и аэрофотосъемки. В последнее время для уточнения и получения многих гидрографических характеристик используются ГИС-технологии.